# Nogometna zona Rijeka – Pula 1959./60.
Nogometna zona Rijeka – Pula, također i kao Riječko-pulska zona, VI. zonska nogometna liga prvenstva Hrvatske, je bila jedna od zona Prvenstva Hrvatske, te liga trećeg stupnja nogometnog prvenstva Jugoslavije u sezoni 1961./62. 
 
Sudjelovalo je 15 klubova, a prvak je bio "Uljanik" iz Pule. 

## Ljestvica
| mj. | klub               | ut. | pob. | ner. | por. | gol+ | gol– | bod |
| --- | ------------------ | --- | ---- | ---- | ---- | ---- | ---- | --- |
| 1.  | Uljanik Pula       | 28  | 20   | 4    | 4    | 75   | 23   | 44  |
| 2.  | Orijent Rijeka     | 28  | 17   | 8    | 3    | 70   | 31   | 42  |
| 3.  | Pula               | 28  | 15   | 8    | 5    | 64   | 34   | 38  |
| 4.  | Goranin Delnice    | 28  | 14   | 5    | 9    | 50   | 45   | 33  |
| 5.  | Torpedo Rijeka     | 28  | 12   | 7    | 9    | 60   | 47   | 31  |
| 6.  | Lokomotiva Rijeka  | 28  | 13   | 5    | 10   | 63   | 57   | 31  |
| 7.  | Naprijed Hreljin   | 28  | 11   | 8    | 9    | 65   | 50   | 30  |
| 8.  | Rudar Labin        | 28  | 12   | 6    | 10   | 59   | 60   | 30  |
| 9.  | Mladost Kraljevica | 28  | 12   | 4    | 12   | 57   | 59   | 28  |
| 10. | Nafta Rijeka       | 28  | 8    | 8    | 12   | 44   | 60   | 24  |
| 11. | Grobničan Čavle    | 28  | 11   | 1    | 16   | 45   | 62   | 23  |
| 12. | Vulkan Rijeka      | 28  | 8    | 5    | 15   | 51   | 61   | 21  |
| 13. | Crikvenica         | 28  | 7    | 4    | 17   | 46   | 65   | 18  |
| 14. | Nehaj Senj         | 28  | 5    | 8    | 15   | 46   | 77   | 18  |
| 15. | 3. maj Rijeka      | 28  | 4    | 1    | 23   | 31   | 96   | 9   |

## Rezultatska križaljka
| kratica | klub               | 3MAJ | CRI | GOR | GRO | LOK | MLA | NAF | NAP | NEH | ORI | PULA | RUD | TOR | ULJA | VUL |
| --- | ------------------ | ---- | --- | --- | --- | --- | --- | --- | --- | --- | --- | ---- | --- | --- | ---- | --- |
| 3MAJ | 3. maj Rijeka      |      |     |     |     |     |     |     |     |     |     |      |     |     |      |     |
| CRI | Crikvenica         |      |     |     |     |     |     |     |     |     |     |      |     |     |      |     |
| GOR | Goranin Delnice    |      |     |     |     |     |     |     |     |     |     |      |     |     |      |     |
| GRO | Grobničan Čavle    |      |     |     |     |     |     |     |     |     |     |      |     |     |      |     |
| LOK | Lokomotiva Rijeka  |      |     |     |     |     |     |     |     |     |     |      |     |     |      |     |
| MLA | Mladost Kraljevica |      |     |     |     |     |     |     |     |     |     |      |     |     |      |     |
| NAF | Nafta Rijeka       |      |     |     |     |     |     |     |     |     |     |      |     |     |      |     |
| NAP | Naprijed Hreljin   |      |     |     |     |     |     |     |     |     |     |      |     |     |      |     |
| NEH | Nehaj Senj         |      |     |     |     |     |     |     |     |     |     |      |     |     |      |     |
| ORI | Orijent Rijeka     |      |     |     |     |     |     |     |     |     |     |      |     |     |      |     |
| PULA | Pula               |      |     |     |     |     |     |     |     |     |     |      |     |     |      |     |
| RUD | Rudar Labin        |      |     |     |     |     |     |     |     |     |     |      |     |     |      |     |
| TOR | Torpedo Rijeka     |      |     |     |     |     |     |     |     |     |     |      |     |     |      |     |
| ULJA | Uljanik Pula       |      |     |     |     |     |     |     |     |     |     |      |     |     |      |     |
| VUL | Vulkan Rijeka      |      |     |     |     |     |     |     |     |     |     |      |     |     |      |     |
| |                    |      |     |     |     |     |     |     |     |     |     |      |     |     |      |     |
| podebljan rezultat – utakmice od 1. do 15. kola (1. utakmica između klubova) rezultat normalne debljine – utakmice od 16. do 30. kola (2. utakmica između klubova) rezultat nakošen – nije vidljiv redoslijed odigravanja međusobnih utakmica iz dostupnih izvora rezultat smanjen * – iz dostupnih izvora nije uočljiv domaćin susreta prekrižen rezultat – poništena ili brisana utakmica p – utakmica prekinuta 3:0 p.f. / 0:3 p.f. – rezultat 3:0 bez borbe n.i. – nije igrano |                    |      |     |     |     |     |     |     |     |     |     |      |     |     |      |     |

 Izvori: 